# Prinsuéjols-Malbouzon
Prinsuéjols-Malbouzon ist eine französische Gemeinde mit 250 Einwohnern (Stand: 1. Januar 2022) im Département Lozère in der Region Okzitanien. Sie gehört zum Kanton Peyre en Aubrac und zum Arrondissement Mende. 
Sie entstand mit Wirkung vom 1. Januar 2017 als Commune nouvelle durch die Zusammenlegung der bisherigen Gemeinden Malbouzon und Prinsuéjols.

## Gliederung
| Ortsteil                    | ehemaliger INSEE-Code | Fläche (km²) | Einwohnerzahl am 1. Januar 2022 |
| --------------------------- | --------------------- | ------------ | ------------------------------- |
| Malbouzon (Verwaltungssitz) | 48087                 | 14,26        | 113                             |
| Prinsuéjols                 | 48120                 | 42,96        | 137                             |

## Lage
Das Gemeindegebiet gehört zum Regionalen Naturpark Aubrac.
Nachbargemeinden sind:
- Brion im Nordwesten
- La Fage-Montivernoux im Norden
- Peyre en Aubrac im Osten
- Le Buisson und Saint-Laurent-de-Muret im Süden
- Marchastel und Nasbinals im Westen